# Myrciaria dubia
Espèce
Classification phylogénétique

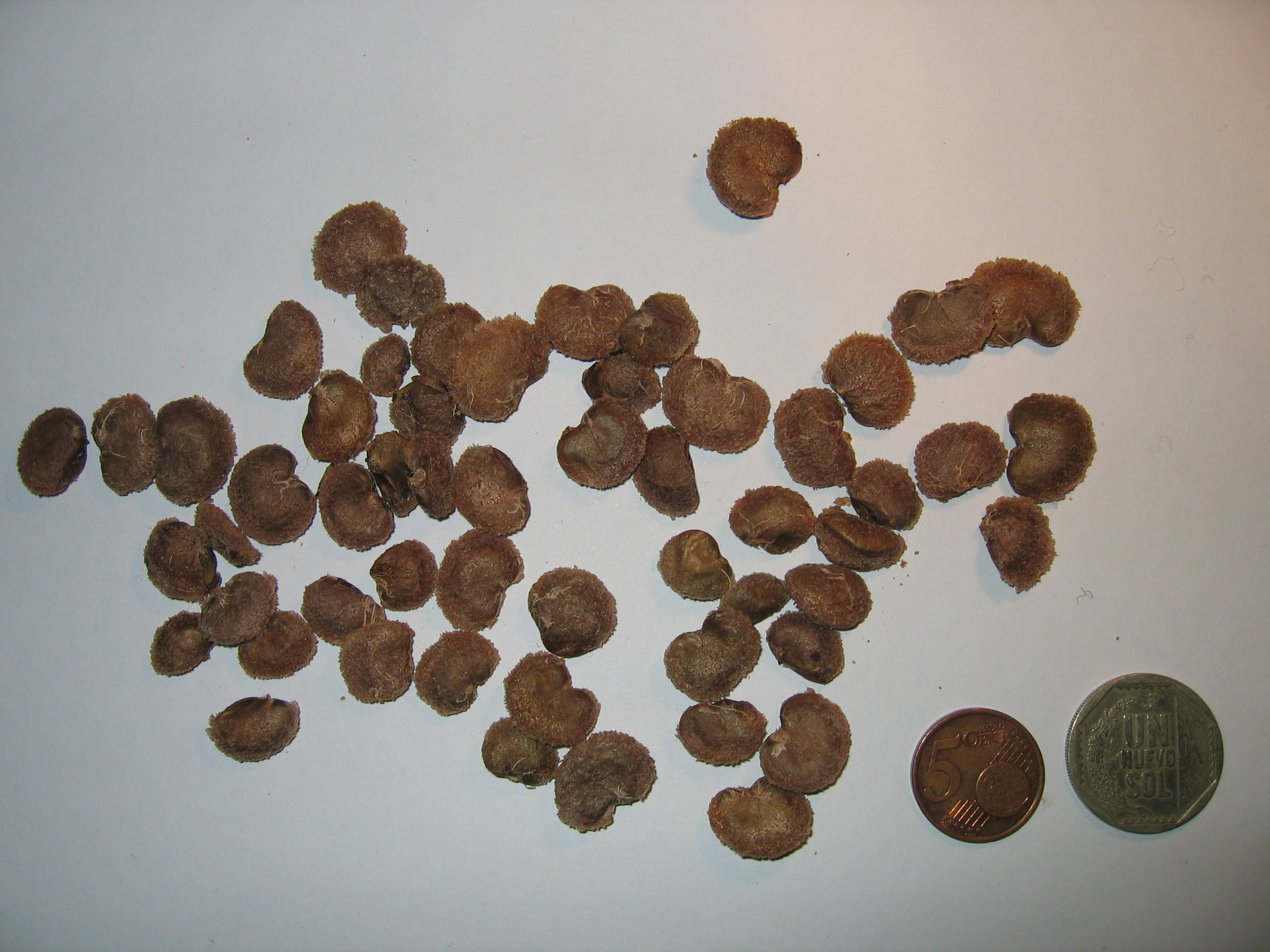
Graines de Myrciaria dubia.

Myrciaria dubia, ou camu-camu, est une espèce de plantes à fleurs de la famille des Myrtacées, la même famille que la goyave. C'est un arbuste originaire de la forêt amazonienne. Ses fruits sont souvent utilisés dans la cuisine péruvienne. Ils ont l'une des plus hautes teneurs en vitamine C (entre 20 et 30 fois plus qu'un kiwi) et en composés antioxydants (valeur ORAC des fruits frais plus de 5 fois supérieure aux mûres). Possédant les vertus protectrices, tonifiantes et immuno-stimulantes, le camu-camu est considéré comme un bon allié contre l'épuisement, le stress ou encore le froid.

## Description
Le camu-camu est un arbuste qui pousse essentiellement dans la forêt tropicale de l'Amazonie et qui atteint jusqu'à 4 m de hauteur. Le fruit du camu-camu porte le même nom que la plante dont il est issu, et il mesure de 2 à 4 cm de diamètre environ. C'est un fruit de couleur rouge-orangée au goût acidulé.

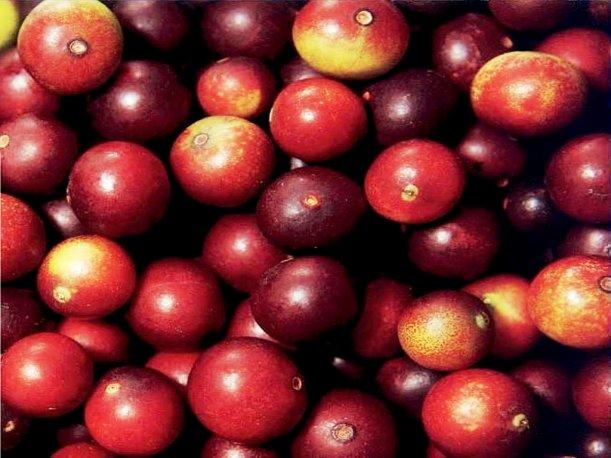
Fruit.

## Propriétés
Le fruit de camu-camu est souvent appelé superfruit (tout comme les baies d'açaï ou d'acérola) grâce à sa forte richesse en acide ascorbique ou vitamine C (entre 3,5 % et 9 % du poids sec), en multiples polyphénols, tel que la castalagine, tels que des flavonoïdes (myricétine, proanthocyanidine, acide ellagique, etc.), des tanins (ellagitanin, essentiellement présent dans les graines) ou anthocyanes, ainsi qu'en composés de terpènes (alpha-pinène, limonène, caroténoïde, etc.), ce qui lui procure de forts pouvoirs antioxydants (protection contre le stress oxydatif causé par les radicaux libres) et d'autres vertus pour la santé,,.
Le camu-camu contient également des acides aminés (valine, leucine, sérine), ainsi que du potassium.
Grâce à plusieurs de ces éléments actifs, il est également censé jouer un rôle anti-inflammatoire, renforcer le système immunitaire et améliorer les défenses naturelles de l'organisme. Il est indiqué comme adjuvant en cas de convalescence, de fatigue, de grippe ou d'autres affections virales.

## Nutrition
Pour 100 g de fruits frais :
- Protéines 0,4 g
- Glucides 5,9 g
- Amidons 0,44 g
- Sucres 1,28 g
- Fibres alimentaires 1,1 g
- Matières grasses 0,2 g
- Calcium 15,7 mg
- Cuivre 0,2 mg
- Fer 0,53 mg
- Magnésium 12,4mg
- Manganèse 2,1 mg
- Potassium 83,9 mg
- Sodium 11,1 mg
- Zinc 0,2 mg
- Vitamine C : varie de 1882 à 2280 mg selon la maturité[11].

Le camu-camu a une teneur extraordinairement élevée en vitamine C (de l'ordre de 2 à 3 % du poids frais, juste après l'indigène australien Terminalia ferdinandiana), et cette propriété du fruit a été exploitée dans le positionnement sur les marchés internationaux. La teneur en vitamine C diminue à mesure que la pleine maturité est atteinte, avec un compromis entre la vitamine C et l'expression de la saveur.